# 甲路镇
甲路镇，是中华人民共和国安徽省宣城市宁国市下辖的一个乡镇级行政单位。

## 行政区划
甲路镇下辖以下地区：
甲路社区、甲路村、枫山村、庄村和石门村。